# Zezé Moreira
Alfredo Moreira Júnior, detto Zezé Moreira (Miracema, 16 ottobre 1917 – Rio de Janeiro, 10 aprile 1998), è stato un calciatore e allenatore di calcio brasiliano, di ruolo attaccante.

## Carriera

### Giocatore
Giocò dapprima nello Sport Club Brasil di Praia Vermelha per poi passare al Palestra Itália, club di San Paolo del Brasile. Dopo un passaggio al Flamengo durato sei mesi, chiuse la carriera da calciatore nel Botafogo.

### Allenatore
Nel 1944 aveva iniziato a svolgere incarichi nel settore giovanile del Botafogo sia come preparatore atletico che come tecnico; il suo primo incarico in panchina in prima squadra lo ottenne nel 1948. Alla sua prima esperienza alla guida di una squadra, la portò subito alla vittoria del campionato Carioca, titolo che mancava al club da tredici anni. Dopo tre anni venne chiamato al Fluminense, con cui vinse nuovamente il titolo statale; contemporaneamente al suo incarico sulla panchina della squadra di Rio de Janeiro svolgeva anche la funzione di commissario tecnico della Nazionale di calcio brasiliana. Tale compito era particolarmente significativo, poiché la squadra aveva ancora vividi nella memoria i ricordi del maracanaço, e sulle spalle dell'allenatore gravava il compito di guidare il riscatto dei brasiliani in vista del campionato del mondo 1954. Per detta manifestazione, il Brasile partì in aeroplano (prima volta nella sua storia) il 22 maggio 1954; il primo match contro il Messico fu facilmente vinto per 5-0, e il pareggio contro la Jugoslavia consentì alla squadra di passare il turno. La partita successiva fu contro l'Ungheria, che sconfisse i brasiliani per 4-2, e fu teatro di uno spiacevole episodio: in seguito al fischio finale, si scatenò una rissa tra i giocatori delle due rappresentative, e lo stesso Moreira scagliò una scarpa contro l'allora ministro dello sport nonché CT magiaro Gusztáv Sebes. L'unico titolo vinto dal tecnico con la selezione brasiliana, il campionato Pan-americano del 1952, fu però degno di nota, dato che fu il primo trofeo vinto dalla Nazionale fuori dai patri confini.
Dopo l'esperienza internazionale tornò ad allenare il Botafogo, legandosi poi nel corso della carriera anche al Nacional di Montevideo (con cui conquistò due campionati nazionali nel 1963 e nel 1969 e raggiunse la finale di Coppa Libertadores 1969) ed al San Paolo, con il quale vinse il campionato Paulista 1970. Nel 1976 riuscì a vincere la Coppa Libertadores alla guida del Cruzeiro. Nel 1981 smise di allenare guidando la piccola squadra del Canto do Rio. Nella sua carriera di allenatore Moreira ha vinto complessivamente 11 campionati (2 nazionali, 2 interstatali e 7 statali)  e 3 trofei internazionali (2 con i club e 1 con la nazionale), statistiche che ne fanno uno degli allenatori brasiliani più vincenti in assoluto.

## Palmarès

### Giocatore
- Campionato Carioca: 2

Flamengo: 1925, 1927
- Campionato paulista: 1

Palmeiras: 1934
- Taça dos Campeões Estaduais Rio-São Paulo: 1

Palmeiras: 1934
- Torneio Início do Rio de Janeiro: 1

Botafogo: 1938

### Allenatore

#### Club

##### Competizioni statali
- Campionato Carioca: 3

Botafogo: 1948
Fluminense: 1951, 1959
- Campionato paulista: 1

San Paolo: 1970
- Campionato Mineiro: 1

Cruzeiro: 1975
- Campionato Baiano: 2

Bahia: 1978, 1979

##### Competizioni interstatali
- Torneo Rio-San Paolo: 2

Fluminense: 1960
Vasco da Gama: 1966

##### Competizioni nazionali
- Campionato uruguaiano: 2

Nacional: 1963, 1969

##### Competizioni internazionali
- Copa Rio: 1

Fluminense: 1952
- Coppa Libertadores: 1

Cruzeiro: 1976

#### Nazionale
- Campionato Panamericano: 1

1952